# Naoya Kondo
Naoya Kondo, född 3 oktober 1983 i Tochigi prefektur, Japan, är en japansk fotbollsspelare.